# 吉田朋之

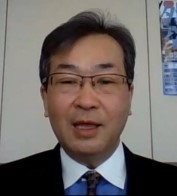
2021年2月

吉田 朋之（よしだ ともゆき、1964年3月21日 - ）は、日本の外交官。

## 人物
兵庫県西宮市で生まれ、神戸市で育つ。灘高等学校を経て、1986年東京大学法学部卒業後、外務省入省。1989年リスボン大学欧州研究コース修了。1991年ジョージタウン大学国家安全保障大学院修了、修士。
2003年在タイ日本国大使館参事官、2006年在アメリカ合衆国日本国大使館参事官などを経て、2009年北米局北米第一課長、2010年外務大臣秘書官事務取扱（前原誠司、松本剛明）、2011年北米局北米第一課長、2013年内閣官房内閣参事官、2015年外務省大臣官房参事官、2017年1月大臣官房審議官、9月総合外交政策局軍縮不拡散・科学部長。
2019年7月5日中南米局長。2020年7月21日外務報道官。2021年3月29日微熱、味覚障害発症。同年4月5日SARSコロナウイルス2感染を発表。2022年1月11日大臣官房付。同年アジア福祉教育財団難民事業本部長。2023年10月公益財団法人日本国際問題研究所所長。

## 同期
- 石川浩司（22年シンガポール大使・20年官房長・19年南部アジア部長）
- 岩間公典（22年バングラデシュ大使・20年デュッセルドルフ総領事）
- 牛尾滋（22年南アフリカ大使・19年ポルトガル大使・18年アフリカ部長）
- 宇山智哉（21年WTO事務局長上級補佐官）
- 大鷹正人（24年タイ大使・20年ハンガリー大使・19年外務報道官）
- 片江学巳（23年ルーマニア大使・20年瀋陽総領事）
- 河原節子（22年デュッセルドルフ総領事・21年公務員研修所副所長・18年フランクフルト総領事）
- 木村徹也（22年東ティモール大使・20年国連日本政府代表部大使・17年ミュンヘン総領事）
- 四方敬之（24年マレーシア大使・21年内閣広報官・20年外務省経済局長）
- 進藤雄介（21年在デトロイト日本国総領事・18年パキスタン公使・15年軍縮会議公使）
- 鈴木量博（23年オーストラリア大使・20年トルコ大使・18年北米局長）
- 中村安志（09年中南米局南米課課長補佐）
- 久島直人（22年中曾根康弘世界平和研究所・20年国際平和協力本部事務局長）
- 淵上隆（14年ドミニカ共和国大使）
- 三上正裕（22年ベルギー、北大西洋条約機構日本政府代表部大使・19年カンボジア大使・17年国際法局長）
- 道井緑一郎（23年フィジー大使）
- 南博之（24年特命全権大使（国際テロ対策・組織犯罪対策協力担当）・20年コンゴ民主共和国大使）
- 山田重夫（23年駐米大使・21年外務審議官(政務担当)・19年総合外交政策局長）
- 若林啓史（16年東北大学教授）